# Quaggamossel
De quaggamossel (Dreissena bugensis) is een tweekleppigensoort uit de familie van de Dreissenidae. De wetenschappelijke naam van de soort is voor het eerst geldig gepubliceerd in 1897 door Andrusov.

## Leefwijze
De quaggamosselen zetten zich stevig vast op scheepsrompen, gemalen en waterroosters hetgeen een enorme weerstand veroorzaakt voor het langsstromende water. Doordat ze grote hoeveelheden fytoplankton, zoöplankton en algen eten wordt het water zeer helder. Wat weer kan leiden tot toename van waterplanten. Hierdoor verandert het hele ecosysteem drastisch. Of dit nu positief is of negatief, dat is erg afhankelijk van de situatie. Duidelijk is wel dat met het helderder worden van het water de hoge nutriëntenconcentraties zelf nog niet zijn verdwenen. Bij verdwijnen van de quaggamosselen kan het watersysteem dan ook weer snel vertroebelen.
Diverse baarzen en baarsachtige vissen kunnen in theorie de quaggamossel als voedsel beschouwen. Ze blijken de mossel echter niet altijd als zodanig te herkennen. Een exoot als de zwartbekgrondel kan dit weer wel.

## Verspreiding en leefgebied
Deze zoetwatermossel leeft van oorsprong in de Dnjepr in Oekraïne. Het had een lokaal verspreidingsgebied in een klein deel van de afwatering van de Zwarte Zee, maar sinds de jaren 1980 heeft het zijn verspreidingsgebied uitgebreid door veel rivieren in Oost- en West-Europa te koloniseren. In het noordwesten en zuidoosten van de Verenigde Staten vormt de explosieve verspreiding de laatste tien jaar een groot probleem. In Noord-Amerika werd het in 1989 gevonden in het Eriemeer en heeft sindsdien alle Grote Meren gekoloniseerd, inclusief de St. Lawrence-rivier tot aan Quebec. Het is ook gevonden in Ohio, Illinois, Missouri, Wisconsin, Colorado, Nevada, Arizona en Californië.
In Nederland komt de quaggamossel zeker sinds 2004 voor. In Vlaanderen is dit sinds 2009.